# Tony Hawksworth
Anthony „Tony“ Hawksworth (* 15. Januar 1938 in Sheffield) ist ein ehemaliger englischer Fußballtorhüter. In seiner kurzen Profikarriere war er bei Manchester United zumeist nur Ersatzmann und kam lediglich in der Meistersaison 1956/57 zu einem Ligaeinsatz.

## Sportlicher Werdegang
Der in Sheffield geborene Hawksworth wuchs westlich der Stadt in dem Dorf Dungworth auf und als junger Torhüter wurde er in englischen Schüler- und Jugendauswahlen eingesetzt. Bei Manchester United war er langjährig Teil der Nachwuchsmannschaft an der Seite von Spielern wie Duncan Edwards und Bobby Charlton und er gewann in den Jahren 1954 bis 1956 dreimal in Serie den FA Youth Cup.
Im Seniorenbereich hatte er gerade einmal drei Partien absolviert, bevor er in der ersten Mannschaft debütierte. Am 27. Oktober 1956 vertrat er den verletzten Stammkeeper Ray Wood beim 2:2 auswärts gegen den FC Blackpool. Es blieb Hawksworths einziger Einsatz im Profiteam von „United“. Zu dieser Zeit leistete er seinen Pflichtdienst in Catterick ab und er stand Manchester United nur am Wochenende zur Verfügung. Einige Wochen nach dem Blackpool-Spiel versuchte ihn sein Vorgesetzter in der Armee davon zu überzeugen, für die Mannschaft des Regiments zu spielen – angeblich drohte dieser Hawksworth sogar mit einer Versetzung nach Bengasi. Da Hawksworth seine United-Karriere weiterverfolgen wollte, wandte er sich an Trainer Matt Busby, der ihm schließlich das Armeeteam empfahl. Im Jahr 1958 war Hawksworth mittlerweile beim Royal Tank Regiment in Deutschland stationiert. Nachdem seine Mannschaftskameraden von Manchester United in München verunglückt waren, durfte er sein Regiment verlassen und zwei Wochen später seine ehemaligen Mitspieler besuchen, wobei er in München in der Nacht, in der Duncan Edwards seinen Verletzungen erlag, ankam.
Im Dezember 1958 wechselte Hawksworth zum Non-League-Verein Bedford Town, der damals als bester Klub außerhalb der Football League galt. Er gewann dort in der Saison 1958/59 den Titel in der Southern League, wobei im Play-off-Spiel zwischen der Nordwest- und der Südost-Division Hereford United mit 2:1 besiegt werden konnte. Hawksworth blieb sieben Jahre in Bedford und die Verdienste, die er sich dort erwarb, wurden am Ende mit einem Abschiedsspiel gewürdigt. Er wechselte danach noch einmal zu Rushden Town, einem Vorgängerklub von Rushden & Diamonds, und ließ dort seine aktive Laufbahn ausklingen.
Nach dem Abschied vom Fußballgeschäft arbeitete er zuerst für ein Süßigkeitenunternehmen und bis zu seinem Pensionierung 1995 für British Gas.

## Titel/Auszeichnungen
- FA Youth Cup (3): 1954, 1955, 1956
- Southern League (1): 1959